# Pierre Webó
Pierre Webó, född 20 januari 1982 i Bafoussam, är en kamerunsk fotbollsspelare, som spelar Nacional i Uruguays fotbollsliga. Han spelar som anfallare, och har tidigare spelat i RCD Mallorca, Osasuna, CD Leganés, Nacional och Real de Banjul.